# Puente del Patrocinio (Sevilla)
El Puente del Patrocinio es un puente de Sevilla (Andalucía, España).Está formado por dos puentes paralelos que permiten cada uno la circulación en un sentido y conforman la salida de Sevilla con destino Huelva. Está dedicado exclusivamente al tráfico rodado.

## Historia
Cuando fue construido en 1982, cruzaba sobre el nuevo cauce del río conocido como la corta de la Cartuja y daba continuación a los dos puentes paralelos del mismo nombre construidos respectivamente en 1940 y 1971, que estaban obsoletos y cruzaban sobre el antiguo cauce del río (que sería cerrado poco después).

## Situación
Partiendo desde el norte, es el quinto puente que cruza el brazo vivo del río Guadalquivir, el cual, discurre al oeste de la ciudad de norte a sur, y antes y después del mismo, hay un viaducto de unos 200 y 500 metros de longitud, al tener los terrenos por donde discurre carácter de inundables.
Desde el centro de Sevilla, se accede a través del Puente del Cristo de la Expiración, que desemboca en Puerta Triana, desde donde al norte tendremos el recinto de la antigua Exposición Universal de 1992, al sur el barrio de Triana, y al norte, el puente del patrocinio.
El puente del patrocinio, se prolonga en sentido oeste con dirección a Huelva y Portugal por la autopista del quinto centenario (A-49), y se cruza con la autovía de circunvalación de Sevilla (SE-30) al finalizar el viaducto sobre el que discurre la prolongación del puente. 

## Origen del nombre
El origen del nombre, se debe a la cercanía del inicio del puente a la Capilla del Patrocinio, del barrio de Triana, donde tiene su sede la hermandad conocida como del Cachorro, y cuyas imágenes titulares, son el Cristo de la Expiración y la Virgen del Patrocinio.